# Kapela Svetih anđela čuvara
Kapela Svetih anđela čuvara katolička je kapela koja se nalazi u zagrebačkom parku Bundek. Sagrađena je 2006. godine. U vlasništvu je Grada Zagreba. Kapelu je u listopadu 2006. godine blagoslovio pomoćni zagrebački biskup Josip Mrzljak.

## Povijest
Mala drvena kapela izgrađen je neposredno uz dječje igralište u parku Bundek. Njenu izgradnju potaknuli su vjernici koji su se prije temeljite obnove područja oko jezera Bundek na tome mjestu običavali moliti. Gradonačelnik Bandić i njegovi suradnici prihvatili su prijedlog vjernika i 2025. godine, na spomendan anđela čuvara započela je izgradnja kapelice. Izgradnju je vodio inženjer Petar Širinić, upravitelj Park šuma Grada Zagreba. Djelatnici Park šuma Grada Zagreba uredili su okoliš kapelice.
Kapela pripada novozagrebačkoj župi sv. Ivana apostola koja obuhvaća naselja Utrina, Zapruđe i Središće.

## Galerija
- Prednje pročelje
- Pogled na kapelu iz dječjeg parka
- Dekoracija iznad vrata
- Pogled na kapelu sa savskog nasipa